# سووینکی
سووینکی (به لاتین: Sovínky) یک منطقهٔ مسکونی در جمهوری چک است که در ناحیه ملادا بولسلاو واقع شده‌است. سووینکی ۴٫۳۵ کیلومتر مربع مساحت و ۳۲۵ نفر جمعیت دارد و ۲۸۱ متر بالاتر از سطح دریا واقع شده‌است.

## نگارخانه

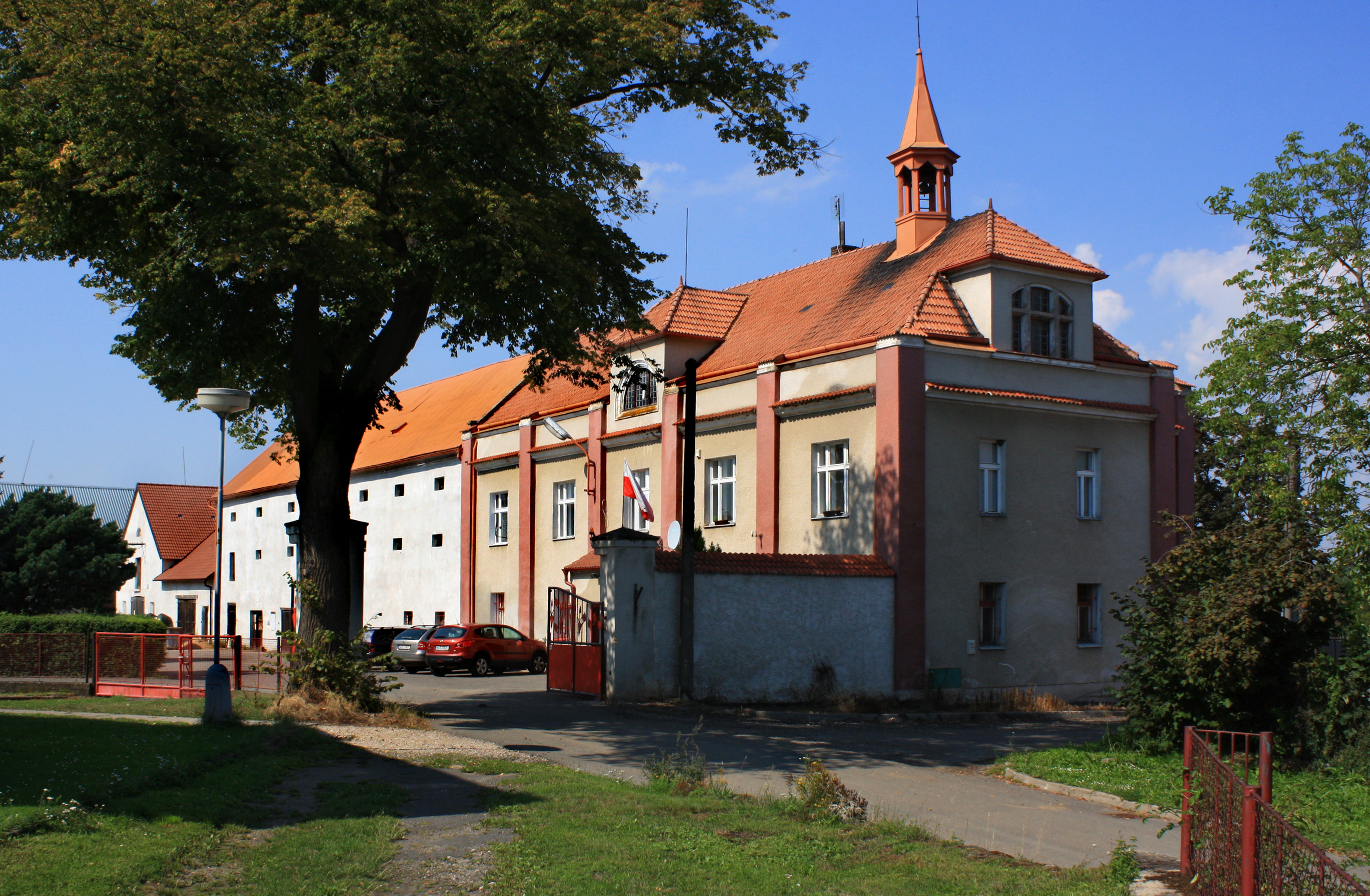
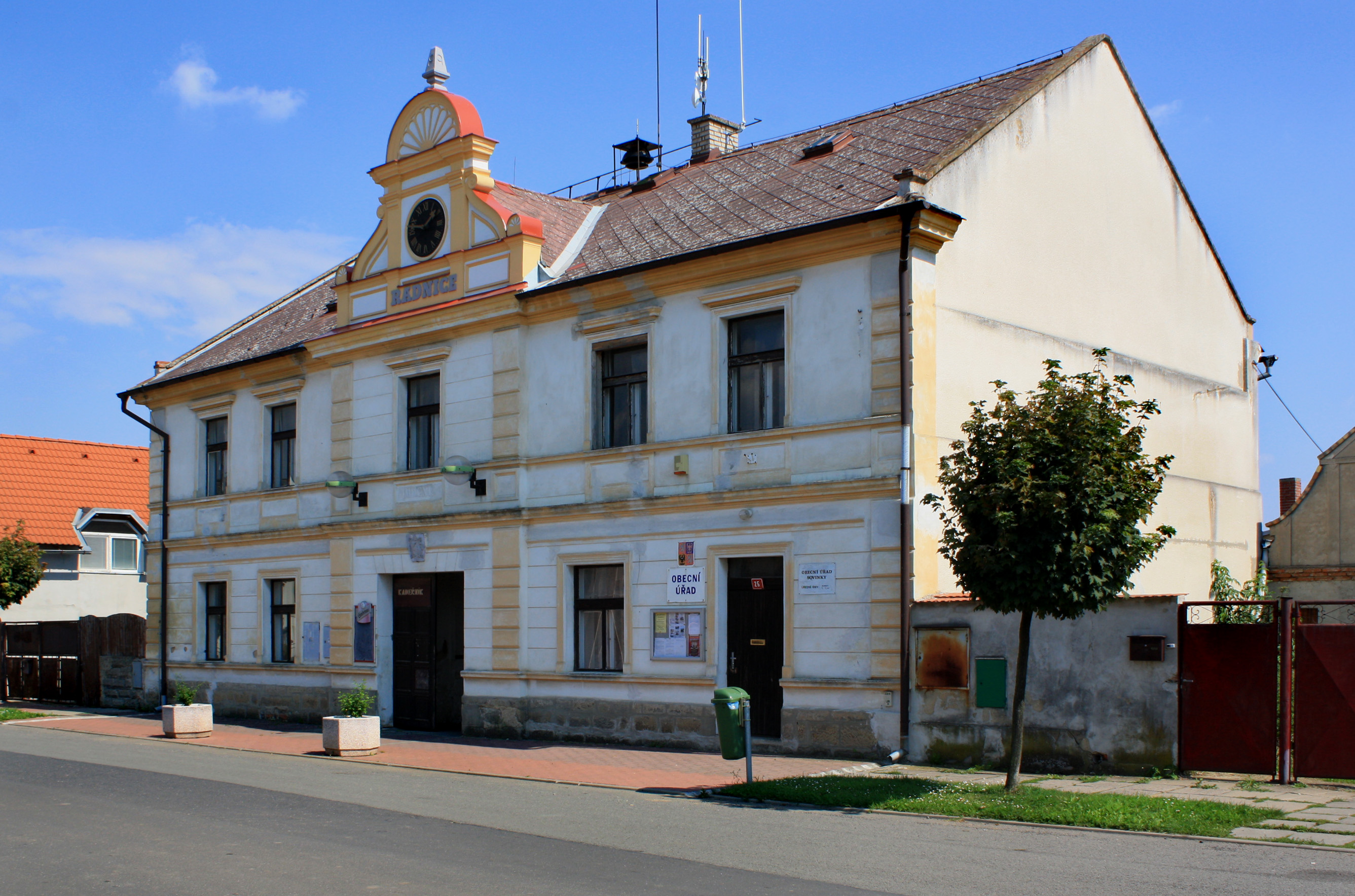
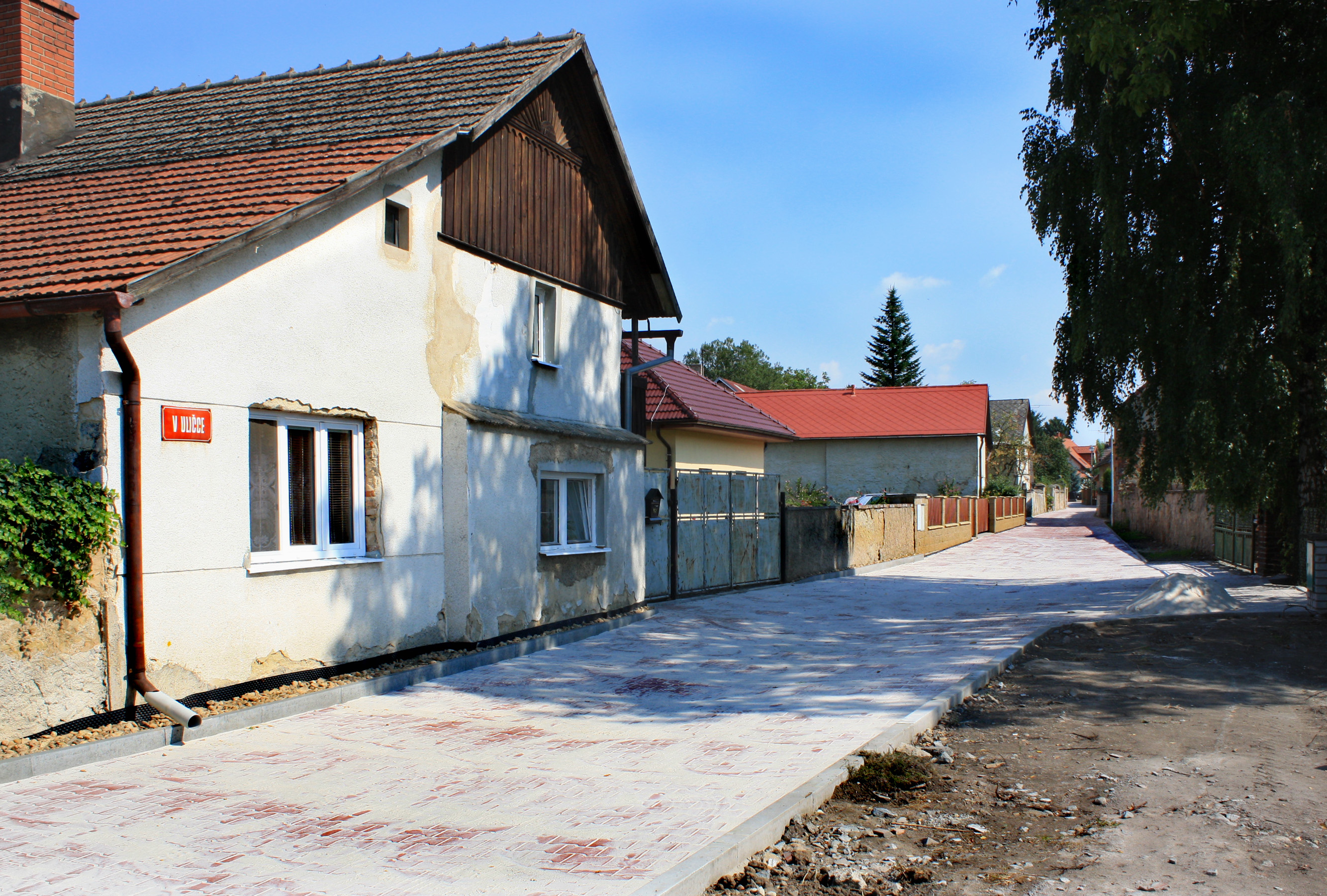